# Sune Tjellander
Karl Sune Tjellander, född 3 maj 1912 i Stockholm, död där 14 mars 1976, var en svensk målare och grafiker.
Sune Tjellander var från 1950 gift med korrekturläsaren Kerstin Tjellander. Efter två års studier vid Tekniska skolans aftonkurser och ABF:s konstcirklar under sex år arbetade han heltid som konstnär. Han bedrev självstudier under resor till England, Madeira, Marocko, Spanien, Frankrike, Italien och Skandinavien. Tillsammans med Henry Axelsson och Tore Wideryd ställde han ut på Ateljé Signe Borg i Stockholm 1944 och tillsammans med Jan Hatvani på Lorensbergs konstsalong i Göteborg 1953 samt i Tranås tillsammans med Edvin Ollers och Folke Hellsén 1965. Han medverkade i grupputställningar på De ungas salong, Modern konst i hemmiljö, God konst i alla hem och sedan 1940 i samlingsutställningar med Sveriges allmänna konstförening. Hans konst består av landskapsskildringar, interiörer och kvinnofigurer.